# MAP3K7
MAP3K7 («митоген-активируемая белковая киназа киназы киназы 7»; англ. mitogen-activated protein kinase kinase kinase 7, TAK1 ) — цитозольная серин/треониновая протеинкиназа семейства MAP3K, компонент нескольких сигнальных путей, регулирующих воспаление и иммунитет.

## Функция
Участвует в передаче внутриклеточного сигнала и контролирует такие клеточные функции как регуляция транскрипции и апоптоз. В ответ на стимуляцию клетки интерлейкином-1 этот белок образует комплекс, включающий TRAF6, MAP3K7P1 (TAB1) и MAP3K7P2 (TAB2), который необходим для активации фактора транскрипции NF-kB. Кроме этого, эта киназа активирует MAPK8 (JNK) и MAP2K4 (MKK4) и таким образом включена в клеточный ответ на стресс.

## Взаимодействия
MAP3K7 взаимодействует с гомологом белка дрозофилы decapentaplegic, протеинкиназами MAP3K7IP2, MAP3K7IP1, MAP3K7IP3, ASK1, PPM1B, TRAF6, MAP2K6 и CHUK.